# Cupa României 2000-2001
La Cupa României 2000-2001 è stata la 63ª edizione della coppa nazionale disputata tra il 6 settembre 2000 e il 16 giugno 2001 e conclusa con la vittoria della Dinamo Bucarest, al suo nono titolo e secondo consecutivo.

## Formula
La competizione si svolse ad eliminazione diretta in gara unica ad eccezione delle semifinali disputate con partite di andata e ritorno. Parteciparono le squadre delle serie inferiori e, a partire dai sedicesimi di finale, quelle della massima serie.

## Sedicesimi di finale
Gli incontri si disputarono il 6 settembre 2000.
| Squadra 1                    | Risultato | Squadra 2             |
| ---------------------------- | --------- | --------------------- |
| Metrom Brașov                | 2 - 1 gg  | Astra Ploiești        |
| Victoria Someșeni            | 2 - 5     | Petrolul Ploiești     |
| FCM Dunărea Galați           | 1 - 2 gg  | Foresta Suceava       |
| Extensiv Craiova             | 0 - 3     | Dinamo Bucarest       |
| FC'97 Sfântu-Gheorghe        | 0 - 1     | FCM Bacău             |
| Pandurii Târgu-Jiu           | 1 - 2     | Gloria Bistrița       |
| FC Baia Mare                 | 1 - 0     | Gaz metan Mediaș      |
| CSM Reşiţa                   | 1 - 3     | Ceahlăul Piatra-Neamț |
| Sportul Studențesc           | 1 - 0     | FC Brașov             |
| Dacia Unirea Brăila          | 1 - 2 gg  | Rocar București       |
| Jiul Petroșani               | 0 - 4     | Rapid Bucarest        |
| Olimpia Gherla               | 0 - 4     | Steaua Bucarest       |
| Oltchim Râmnicu Vâlcea       | 0 - 2     | Argeș Pitești         |
| Metalul Filipeștii-de-Pădure | 0 - 2     | Oțelul Galați         |
| AS Municipal Medgidia        | 2 - 3     | Național București    |
| AS Curtea de Argeș           | 0 - 3     | Universitatea Craiova |

## Ottavi di finale
Gli incontri si disputarono il 7 e 8 novembre 2000.
| Squadra 1         | Risultato | Squadra 2             |
| ----------------- | --------- | --------------------- |
| Petrolul Ploiești | 2 - 1     | FCM Bacău             |
| Metrom Brașov     | 0 - 1     | Național București    |
| Argeș Pitești     | 2 - 4     | Sportul Studențesc    |
| FC Baia Mare      | 0 - 1     | Rapid Bucarest        |
| Oțelul Galați     | 2 - 1     | Gloria Bistrița       |
| Steaua Bucarest   | 2 - 1     | Foresta Suceava       |
| Dinamo Bucarest   | 3 - 2     | Universitatea Craiova |
| Rocar București   | 2 - 0     | Ceahlăul Piatra-Neamț |

## Quarti di finale
Gli incontri si disputarono il 29 e 30 novembre 2000.
| Squadra 1          | Risultato | Squadra 2       |
| ------------------ | --------- | --------------- |
| Petrolul Ploiești  | 1 - 0 gg  | Steaua Bucarest |
| Sportul Studențesc | 4 - 3 dr  | Oțelul Galați   |
| Național București | 0 - 1     | Rocar București |
| Rapid Bucarest     | 1 - 2     | Dinamo Bucarest |

## Semifinali
Gli incontri di andata si disputarono il 4 aprile mentre quelli di ritorno il 2 maggio 2001.
| Squadra 1          | Totale | Squadra 2         | Andata | Ritorno |
| ------------------ | ------ | ----------------- | ------ | ------- |
| Sportul Studențesc | 3 - 5  | Dinamo Bucarest   | 2 - 2  | 1 - 3   |
| Rocar București    | 4 - 1  | Petrolul Ploiești | 3 - 0  | 1 - 1   |

## Finale
La finale venne disputata il 16 giugno 2001 a Bucarest. Arbitrò lo svizzero Urs Meier.
| Arbitro: | Urs Meier |

|                                                               |           |                                    |
| Adrian Mihalcea 6’ Marius Niculae 55’ 68’ Adrian Mihalcea 72’ | Marcatori | 9’ Cristian Ursu 30’ Mihai Nicolae |